# Nationale weg 24 (Japan)
De Nationale weg 24 (国道24号, Kokudō nijūyon-gō) is een nationale weg in Japan die Shimogyō-ku in Kyoto (prefectuur Kyoto) verbindt met de stad Wakayama (prefectuur Wakayama). De weg werd in gebruik genomen in 1920.

## Overzicht
De weg heeft een lengte van 166,4 kilometer. Het beginpunt ligt in Shimogyō-ku in Kyoto. Hier sluit de weg aan op de nationale wegen 1, 8 en 9. Het eindpunt ligt in Wakayama, waar de weg aansluit op de nationale wegen 26 en 42.

## Gemeenten waar de autoweg passeert
- Prefectuur Kyoto
  - Kyoto (wijken Shimogyō-ku – Minami-ku – Fushimi-ku) - Uji - Kumiyama (district Kuse) – Jōyō - Ide (district Tsuzuki) - Kizugawa
- Prefectuur Nara
  - Nara - Yamatokōriyama - Tenri - Tawaramoto (District Shiki) - Kashihara - Yamatotakada - Katsuragi - Gose – Gojō
- Prefectuur Wakayama
  - Hashimoto - Katsuragi (district Ito) – Kinokawa - Iwade - Wakayama